# Telaga (Busungbiu)
Telaga is een bestuurslaag in het regentschap Buleleng van de provincie Bali, Indonesië. Telaga telt 1140 inwoners (volkstelling 2010).